# Hipnos

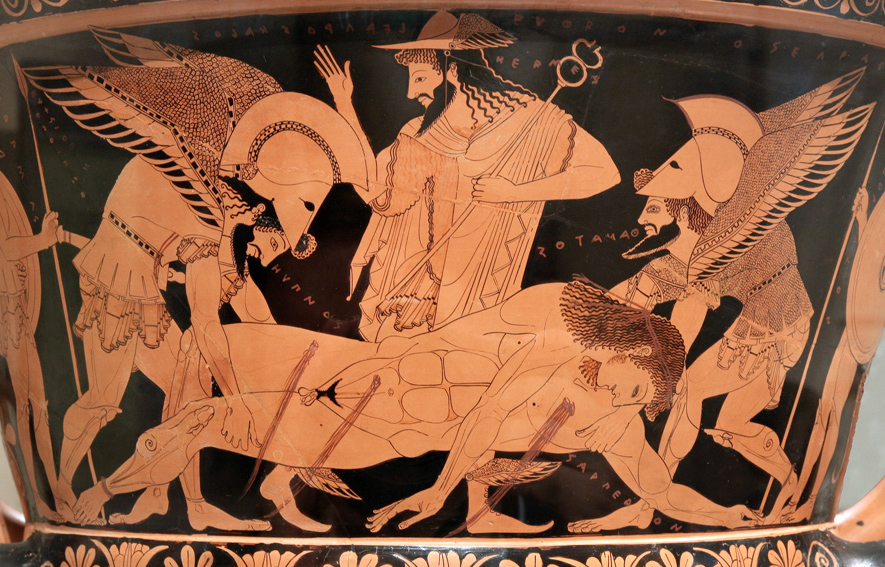
Els germans bessons Hipnos i Tànatos s'enduen el cos de Sarpèdon a l'Hades

Hipnos, Himnos, o Son (en grec Ύπνος Hypnos, «son») era, en la mitologia grega, la personificació del son. Era fill de Nyx, la nit, i germà bessó de Tànatos, la mort no violenta. El seu equivalent romà era Somnus.
La seva descendència eren els Oniroi (els Somnis). Els tres oniroi més importants apareixien en el son dels reis: Morfeu, Fobètor (o Ícelos) i Fantasos —Ícelos, pels celestes, i Fobètor, pels mortals, i Fantasos, segons la traducció de les Metamorfosis d'Ovidi, de Trepat i Saavedra.
Homer el va representar com a habitant de Lemnos, però més tard el lloc on vivia va ser objecte de dubtes: segons Virgili, els Inferns, segons Ovidi, el país dels cimeris. Sovint se'l representa alat i recorre ràpidament els cels i la terra endormiscant tothom. Una llegenda parla que, enamorat d'Endimió, li va atorgar el do de dormir amb els ulls oberts, per tal de poder mirar sense parar els ulls del seu amant. També s'atribueix aquest desig a Selene.